# Gran Premi de Malàisia del 2007
Resultats del Gran Premi de Malàisia de Fórmula 1 de la temporada 2007 disputat a Sepang el 8 d'abril del 2007.

## Qualificacions del dissabte
| Pos. | País          | Pilot                | Equip                | Temps    | Diferència       |
| ---- | ------------- | -------------------- | -------------------- | -------- | ---------------- |
| 1    | Brasil        | Felipe Massa         | Ferrari              | 1'35"043 |                  |
| 2    | Espanya       | Fernando Alonso      | McLaren - Mercedes   | 1'35"310 | + 0"267          |
| 3    | Finlàndia     | Kimi Räikkönen       | Ferrari              | 1'35"479 | + 0"436          |
| 4    | Regne Unit    | Lewis Hamilton       | McLaren - Mercedes   | 1'36"045 | + 1"002          |
| 5    | Alemanya      | Nick Heidfeld        | Sauber - BMW         | 1'36"543 | + 1"500          |
| 6    | Alemanya      | Nico Rosberg         | Williams - Toyota    | 1'36"829 | + 1"786          |
| 7    | Polònia       | Robert Kubica        | Sauber - BMW         | 1'36"896 | + 1"853          |
| 8    | Itàlia        | Jarno Trulli         | Toyota               | 1'36"902 | + 1"859          |
| 9    | Alemanya      | Ralf Schumacher      | Toyota               | 1'37"078 | + 2"035          |
| 10   | Austràlia     | Mark Webber          | Red Bull - Renault   | 1'37"345 | + 2"302          |
| 11   | Finlàndia     | Heikki Kovalainen    | Renault              | 1'35"630 | Eliminat 2 ronda |
| 12   | Itàlia        | Giancarlo Fisichella | Renault              | 1'35"706 | Eliminat 2 ronda |
| 13   | Escòcia       | David Coulthard      | Red Bull - Renault   | 1'35"766 | Eliminat 2 ronda |
| 14   | Japó          | Takuma Sato          | Super Aguri - Honda  | 1'35"945 | Eliminat 2 ronda |
| 15   | Regne Unit    | Jenson Button        | Honda                | 1'36"088 | Eliminat 2 ronda |
| 16   | Itàlia        | Vitantonio Liuzzi    | Toro Rosso - Ferrari | 1'36"145 | Eliminat 2 ronda |
| 17   | Estats Units  | Scott Speed          | Toro Rosso - Ferrari | 1'36"578 | Eliminat 1 ronda |
| 18   | Regne Unit    | Anthony Davidson     | Super Aguri - Honda  | 1'36"816 | Eliminat 1 ronda |
| 19   | Brasil        | Rubens Barrichello   | Honda                | 1'36"827 | Eliminat 1 ronda |
| 20   | Àustria       | Alexander Wurz       | Williams - Toyota    | 1'37"326 | Eliminat 1 ronda |
| 21   | Països Baixos | Christijan Albers    | Spyker - Ferrari     | 1'38"279 | Eliminat 1 ronda |
| 22   | Alemanya      | Adrian Sutil         | Spyker - Ferrari     | 1'38"415 | Eliminat 1 ronda |

## Resultats de la cursa
| Pos | No | Pilot                | Equip                | Voltes | Temps/ Retir. | Pos. de sort. | Punts |
| --- | -- | -------------------- | -------------------- | ------ | ------------- | ------------- | ----- |
| 1   | 1  | Fernando Alonso      | McLaren - Mercedes   | 56     | 1:32:14.930   | 2             | 10    |
| 2   | 2  | Lewis Hamilton       | McLaren - Mercedes   | 56     | + 17.5 s      | 4             | 8     |
| 3   | 6  | Kimi Räikkönen       | Ferrari              | 56     | + 18.3 s      | 3             | 6     |
| 4   | 9  | Nick Heidfeld        | Sauber - BMW         | 56     | + 33.7 s      | 5             | 5     |
| 5   | 5  | Felipe Massa         | Ferrari              | 56     | + 36.7 s      | 1             | 4     |
| 6   | 3  | Giancarlo Fisichella | Renault              | 56     | + 1:05.6      | 12            | 3     |
| 7   | 12 | Jarno Trulli         | Toyota               | 56     | + 1:10.1      | 8             | 2     |
| 8   | 4  | Heikki Kovalainen    | Renault              | 56     | + 1:12.0      | 11            | 1     |
| 9   | 17 | Alexander Wurz       | Williams - Toyota    | 56     | + 1:29.9      | 19            |       |
| 10  | 15 | Mark Webber          | Red Bull - Renault   | 56     | + 1:33.5      | 10            |       |
| 11  | 8  | Rubens Barrichello   | Honda                | 55     | + 1 Volta     | 22            |       |
| 12  | 7  | Jenson Button        | Honda                | 55     | + 1 Volta     | 15            |       |
| 13  | 22 | Takuma Sato          | Super Aguri - Honda  | 55     | + 1 Volta     | 14            |       |
| 14  | 19 | Scott Speed          | Toro Rosso - Ferrari | 55     | + 1 Volta     | 17            |       |
| 15  | 11 | Ralf Schumacher      | Toyota               | 55     | + 1 Volta     | 9             |       |
| 16  | 23 | Anthony Davidson     | Super Aguri - Honda  | 55     | + 1 Volta     | 18            |       |
| 17  | 18 | Vitantonio Liuzzi    | Toro Rosso - Ferrari | 55     | + 1 Volta     | 16            |       |
| 18  | 10 | Robert Kubica        | Sauber - BMW         | 55     | + 1 Volta     | 7             |       |
| Ret | 16 | Nico Rosberg         | Williams - Toyota    | 42     | + 14 Voltes   | 6             |       |
| Ret | 14 | David Coulthard      | Red Bull - Renault   | 36     | Frens         | 13            |       |
| Ret | 21 | Christijan Albers    | Spyker - Ferrari     | 7      | Motor         | 20            |       |
| Ret | 20 | Adrian Sutil         | Spyker - Ferrari     | 0      | Accident      | 21            |       |

## Altres
- Pole: Felipe Massa 1' 35" 043
- Volta ràpida: Lewis Hamilton 1' 36" 701

| Anterior G.P.: Gran Premi d'Austràlia del 2007 | FIA 2007 Fórmula 1 Campionat mundial | Següent G.P.: Gran Premi de Bahrain del 2007  |
| Anterior G.P.: Gran Premi de Malàisia del 2006 | Gran Premi de Malàisia               | Següent G.P.: Gran Premi de Malàisia del 2008 |